# Windygates
Windygates ist ein Dorf in der schottischen Council Area Fife nördlich des Flusses Leven. Es liegt sechs Kilometer östlich von Glenrothes und 25 km nordnordöstlich von Edinburgh. Im Jahr 2001 betrug die Einwohnerzahl 1645. Windygates war einst ein bedeutender Wegpunkt auf der Strecke zwischen Nordfife und der Fähre über den Firth of Forth. Heute führt die aus Cupar kommende A916 durch die Ortschaft. Direkt südlich passiert die A915 (St Andrews–Kirkcaldy) und endet die aus Milnathort kommende A911.
Mit der seit 1824 aktiven Cameronbridge-Brennerei betreibt der internationale Konzern Diageo in Windygates eine der größten Whiskybrennereien Schottlands.

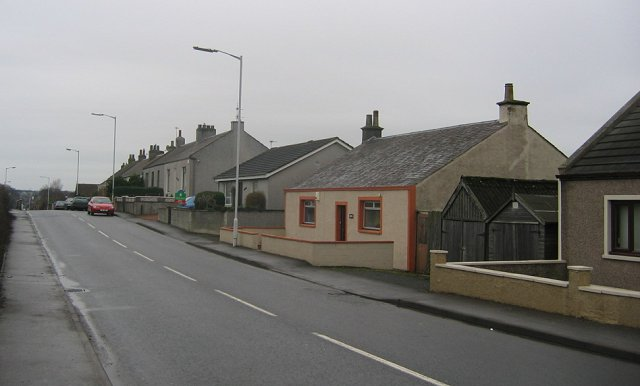
Straßenzug in Windygates
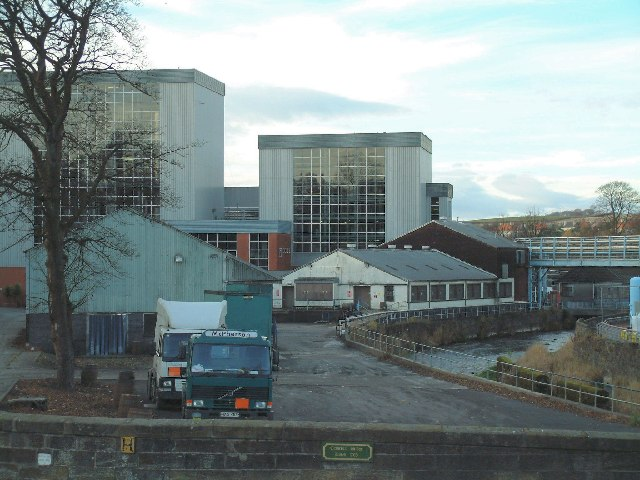
Cameronbridge-Brennerei